# Girella tricuspidata
Girella tricuspidata är en fiskart som först beskrevs av Jean René Constant Quoy och Joseph Paul Gaimard 1824.  Girella tricuspidata ingår i släktet Girella och familjen Kyphosidae. Inga underarter finns listade i Catalogue of Life.